# Kínai brokkoli
A Kai-lan vagy kínai brokkoli (Brassica alboglabra, szinonimaként: Brassica oleracea var. alboglabra) az angol nyelvben gai lan, Chinese kale vagy Chinese broccoli néven is ismert; a holland nyelvben általában kailan. A Kai-lan egy enyhén kesernyés ízű levélzöldség, amely lapos, fényes sötétzöld levelekkel és vastag szárral rendelkezik. A káposzta nemzetségen belül a kai-lan a zöldségkáposzta (Brassica oleracea) fajhoz tartozik, így szorosan rokon a brokkolival és a kelkáposztával, amelyek ízben is hasonlóak. Szoros kapcsolatban áll a pak choi és a kínai kel változataival is, és különböző fajtákat termesztenek belőle, amelyek a régió éghajlatához igazodva különböző időszakokban takaríthatók be. A fajták virágszíneikben is eltérhetnek, a sárga virágú kai-lan a fehér virágú változat újabb nemesítési eredménye.

## Eredet és elterjedés
A Kai-lan elnevezés (Kínaiul) kantoni nyelvből származik. Hagyományosan Kína meleg, tengerparti területein – például Guangdong, Guangxi, Fujian és Yunnan tartományokban termesztik. Időközben más területeken is elterjedt, így például Észak-Kínában, Tajvanon, Indiában, Indonéziában, Japánban, Malajziában, a Fülöp-szigeteken, Nyugat-Afrikában és a Földközi-tenger térségében is megtalálható.

## Fajták
Az ázsiai régióban elterjedt kisebb termetű kai-lan változatot siu kai-lan-nak vagy xiao gailan-nak (mandarin nyelven) nevezik, jelentése „kis kínai brokkoli”. Az eredeti kai-lan megnevezése ennek megfelelően dai kai-lan (kantoniul) vagy da gailan (mandarin nyelven), ami „nagy kínai brokkolit” jelent. Az egyszerű kai-lantól a kisebb változat megvastagodott szára különbözteti meg, és ízben is finomabb.

## Külső jellemzők
A Kai-lan magassága elérheti a 0,5–1 métert, de általában 30–40 cm-es méretben takarítják be. A növény főszára egyenes és szőrtelen, átmérője 1,5–2 cm körüli. Levelei hosszúkás-oválisak, 10 cm hosszúak lehetnek, szélük finoman rojtos. A virágai fajtától függően fehérek vagy sárgák. A szirmok oválisak, 1–2,5 cm hosszúak, a virág átmérője pedig minimum 1,5–2 cm.

## Termesztés
A Kai-lan meleg vagy mérsékelt éghajlatot kedvelő növény, amely a káposztafélék között a legnagyobb hőállósággal bír. A magok és a palánták 25–30 Celsius-fok között fejlődnek a legjobban. A 30 fok feletti vagy 15 fok alatti hőmérséklet akadályozza a csírázást és a növekedést. A Kai-lan a 15–25 Celsius-fokos tartományban fejlődik legjobban, növekedése 20 fok alatt csökken, és 15 fok alatt drasztikusan lelassul. A növény kedveli a nagy napi hőmérséklet-ingadozást és a normál vagy homokos talajt, 80–90%-os talajnedvességgel, de nem tűri a szárazságot.

## Felhasználás
A Kai-lan népszerű a kínai és különösen a kantoni konyhában, gyakran pirítva készítik el gyömbérrel és fokhagymával, vagy egyszerűen forró vízben főzve osztrigaszósszal tálalják. A brokkolival ellentétben, ahol csak a virágokat fogyasztják, a Kai-lant levéllel és szárral együtt készítik el. Egyes ázsiai országokban, például Koreában, Japánban, Mianmarban, Thaiföldön és Vietnámban is elterjedt.

## Tápanyagok

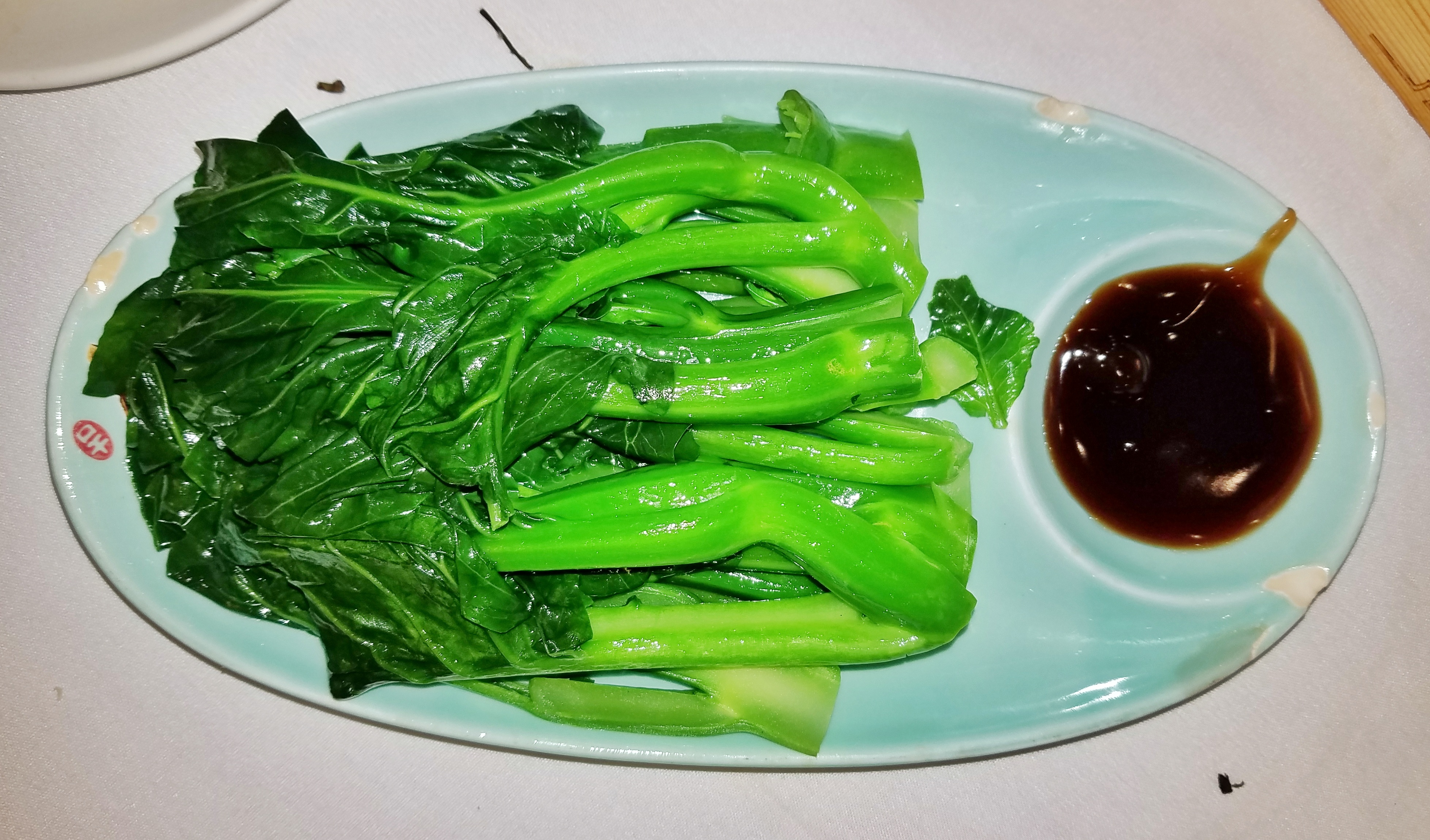
Kai-lan osztrigaszósszal – egyszerű kínai étel, 2020

A Kai-lan gazdag vitaminokban, ásványi anyagokban és rostban is. Tápanyagai például: vas, réz, kálium, kalcium, magnézium, mangán, nátrium, foszfor, szelén, stroncium, cink, β-karotin (A-vitamin előanyag), különböző A-, B-, C-, E- és K-vitaminok, folsav, fehérjék, zsírok, szénhidrátok és cukrok.

## Fordítás
Ez a szócikk részben vagy egészben  a   Kai-lan című német Wikipédia-szócikk fordításán alapul.  Az eredeti cikk szerkesztőit annak laptörténete sorolja fel. Ez a jelzés csupán a megfogalmazás eredetét és a szerzői jogokat jelzi, nem szolgál a cikkben szereplő információk forrásmegjelöléseként.